# Melinda scutellata
Melinda scutellata är en tvåvingeart som först beskrevs av Senior-white 1923.  Melinda scutellata ingår i släktet Melinda och familjen spyflugor. Inga underarter finns listade i Catalogue of Life.